# 赤湯人車軌道

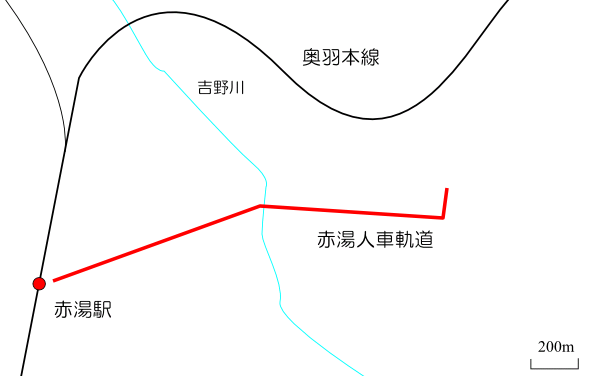
赤湯人車軌道路線略圖

赤湯人車軌道（日语：／）是一條在山形縣東置賜郡赤湯町（現時：南陽市）內行走，於1919年至1926年之間曾經存在的臺車。建設目的是為了連接赤湯站與赤湯溫泉街。

## 概要

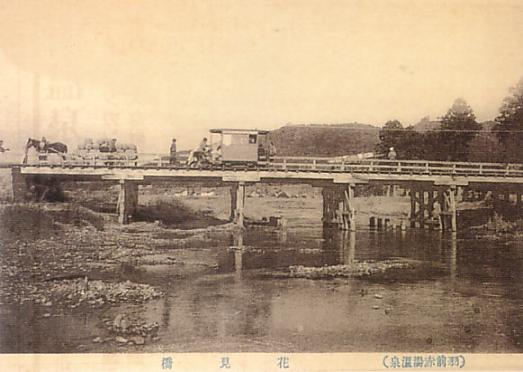
在花見橋上的赤湯人車軌道。花見橋是專用橋

奧羽本線赤湯站與赤湯好溫泉街之間有一段距離。在1910年（明治43年）左右，由於交通不便的關係，赤湯溫泉的客量有減少的傾向。因此便計劃建設臺車連接車站與溫泉街。中途受到發生第一次世界大戰影響，使鐵材等建材價格上升，因此這個計劃被延遲了。在1919年（大正8年）4月25日，赤湯人車軌道終於啟用。社長為石岡與市。
路線全長約1.9公里，中途沒有任何指定停靠站，乘客可以在任何地方上下車。車費方面，當初為10錢，後來增至20錢。此外，由於冬季路面積雪等關係，該期間會暫停營運。
另外在車輛方面，赤湯人車軌道使用與馬車鐵路相同規格，設有甲板的車輛（載客量方面，可負載約10人，若包含企位則為約15人）。一共有2架車輛。一架車輛由三人負責推動。但是通常不會同時使用兩架車輛，在繁忙時期外，路軌上只有一架車輛。車廠位於跨越吉野川的花見橋之東邊。車廠範圍較大，可讓兩架車輛垂直排列。
開業當初的業績還不錯，但是後來由於路線距離並收取較高車費的關係，客量有所下降。隨後在1924年（大正13年）6月30日，車廠發生火災，使車廠與兩架車輛一同被燒毀。在火災過後雖然已經再次訂造車輛，但是在當時巴士服務的興起使客量減少。而計劃改變為電氣化鐵路時也遇到資金不足的問題。結果在1926年（大正15年）5月29日全線停止營運，同年11月29日，公司被解散。

### 路線資料
- 路線距離（營業距離）：約1.9公里（9英里52鏈）
- 軌距：610毫米
- 雙線區間：沒有（全線單線）
- 電氣化區間：沒有（全線非電氣化（日语：非電化））

## 歷史
- 1916年（大正5年）6月30日 - 批出軌道特許狀[2]。
- 1916年（大正5年）12月 - 会社設立[3]。
- 1919年（大正8年）4月25日 - 路線啟用。
- 1924年（大正13年）6月30日 - 車廠發生火災。
- 1926年（大正15年）5月29日 - 全線停止營運。
- 1926年（大正15年）11月29日 - 公司解散。
- 1926年（大正15年）12月2日 - 軌道特許失效[2]。

## 運輸業績
| 年度 | 載客量（人） | 營業收入（日圓） | 營業支出（日圓） | 營業利潤（日圓） | 其他收入（日圓） | 其他支出（日圓） | 支付利息（日圓） |
| ---- | ------------ | ---------------- | ---------------- | ---------------- | ---------------- | ---------------- | ---------------- |
| 1919 | 32,975       | 2,864            | 2,524            | 340              |                  |                  |                  |
| 1920 | 18,419       | 3,558            | 3,388            | 170              |                  |                  |                  |
| 1921 | 18,419       | 4,257            | 2,330            | 1,927            |                  |                  |                  |
| 1922 | 21,453       | 4,318            | 3,063            | 1,255            |                  |                  |                  |
| 1923 | 22,131       | 4,472            | 2,859            | 1,613            |                  |                  | 1,613            |
| 1924 | 15,975       | 3,221            | 2,677            | 544              |                  |                  |                  |
| 1925 | 9,592        | 1,938            | 3,055            | ▲ 1,117          | 利息609          | 雜項損失495      | 363              |
| 1926 | 1,879        | 376              | 641              | ▲ 265            |                  |                  | 331              |

- 資料取自各年度版《鐵道省鐵道統計資料》

## 注腳
1. 1 2  宮田憲誠 29頁
2. 1 2  「軌道特許失効」《官報》1926年12月2日（國立國會圖書館數碼化收藏）
3. ↑  『帝国銀行会社要録 : 大正6年(第6版)』（國立國會圖書館數碼化收藏）